# Amy Ruffle

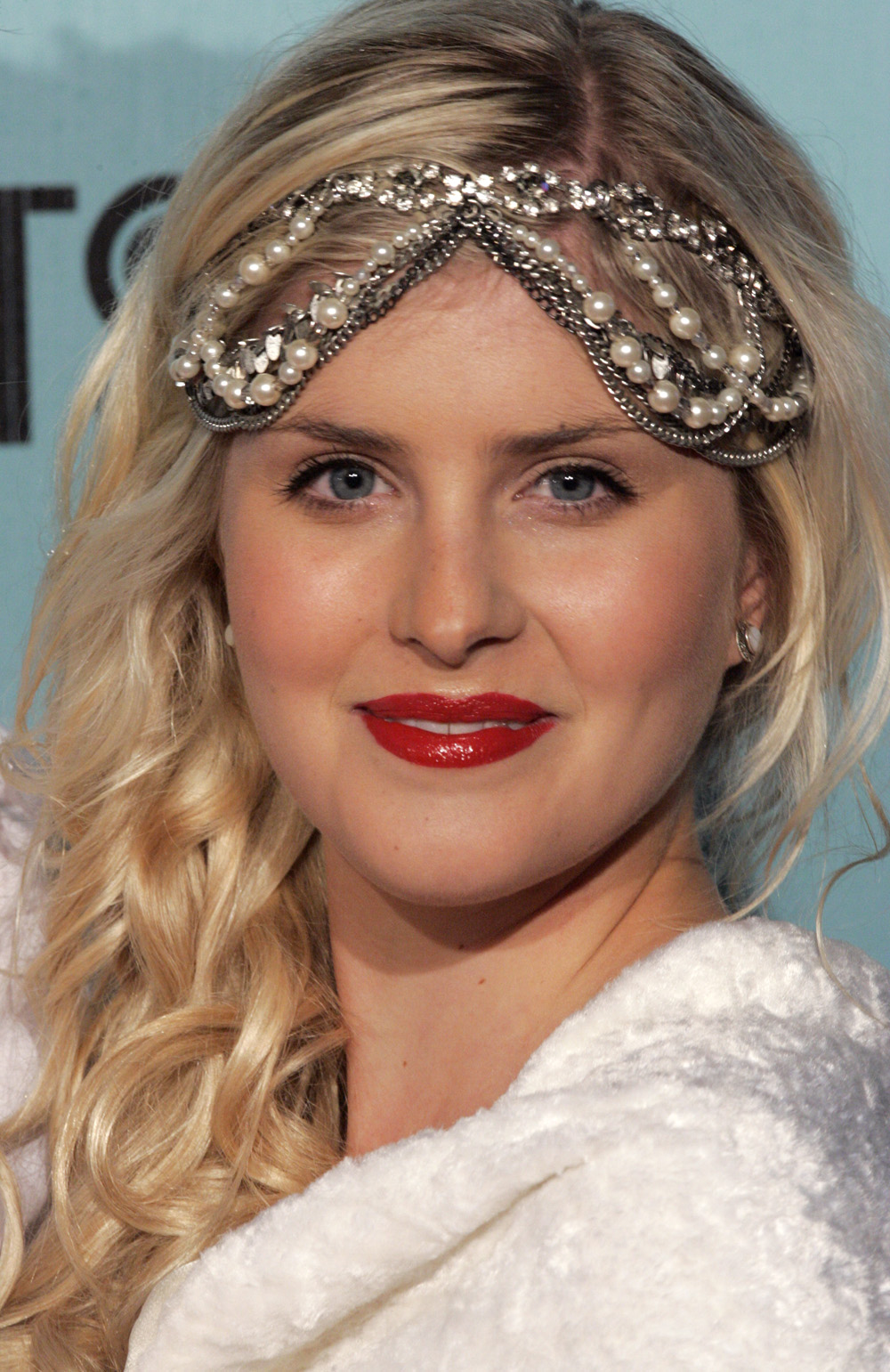
Amy Ruffle bei der australischen Premiere von Der große Gatsby in Sydney (2013)

Amy Ruffle (* 25. Februar 1992 in Victoria) ist eine australische Schauspielerin und Sängerin.

## Leben und Karriere
Amy Ruffle wurde im Februar 1992 in Victoria geboren. Sie ging auf die Strathcona Baptist Girls Grammar School in Victoria und spielte ab 2008 in verschiedenen Musicals und Theaterstücken mit. 2012 hatte sie eine erste kleinere Rolle in dem Film Border Protection Squad, der jedoch erst 2015 veröffentlicht wurde. Von Juli 2013 bis Mai 2015 übernahm sie in Mako – Einfach Meerjungfrau, einem Spin-off von H2O-Plötzlich-Meerjungfrau, die Hauptrolle der Sirena und gab dabei ihr Schauspieldebüt im Fernsehen.
Seit 2012 führt sie mit dem Schauspieler Lincoln Younes eine Beziehung.

## Filmografie
- 2013–2015: Mako – Einfach Meerjungfrau (Mako: Island of Secrets, Fernsehserie, 52 Folgen)
- 2015: Border Protection Squad
- 2023: Aunty Donna: Sempre Spazio al Panettone (Kurzfilm)
- 2025: Urvi Went to an All Girls School (Fernsehserie, 1 Folge)